# Hirtodrosophila longiphallus
Hirtodrosophila longiphallus är en tvåvingeart som först beskrevs av Gupta och Sundaran 1990.  Hirtodrosophila longiphallus ingår i släktet Hirtodrosophila och familjen daggflugor. Inga underarter finns listade i Catalogue of Life.